# Walter Allison Hurley
Walter Allison Hurley (* 30. Mai 1937 in Fredericton) ist ein US-amerikanischer Geistlicher und emeritierter römisch-katholischer Bischof von Grand Rapids.

## Leben
Der Erzbischof von Detroit, John Francis Dearden, spendete ihm am 5. Juni 1965 die Priesterweihe.
Johannes Paul II. ernannte ihn am 7. Juli 2003 zum Weihbischof in Detroit und Titularbischof von Chunavia. Die Bischofsweihe spendete ihm der Erzbischof von Detroit, Adam Joseph Kardinal Maida, am 12. August desselben Jahres; Mitkonsekratoren waren Edmund Casimir Kardinal Szoka, Gouverneur der Vatikanstadt und Präsident der Päpstlichen Kommission für den Staat der Vatikanstadt, und Walter Joseph Schoenherr, Weihbischof in Detroit.
Papst Benedikt XVI. ernannte ihn am 21. Juni 2005 zum Bischof von Grand Rapids, am 4. August desselben Jahres wurde Hurley in das Amt eingeführt. 
Am 18. April 2013 nahm Papst Franziskus Hurleys aus Altersgründen eingereichten Rücktritt an. Vom 17. Oktober 2018 bis zum 26. Juli 2019 verwaltete er als Apostolischer Administrator das vakante Bistum Saginaw. Vom 23. Juni 2020 bis zum 4. März 2022 war er während der Sedisvakanz Apostolischer Administrator des Bistums Gaylord.